# 599

## Nașteri
- 17 martie: Ali  (d. 661)
- dată necunoscută: Uija  (d. 660)